# Брсјаци
Брсјаци (Берзити, Верзити) су били старо српско племе које је населило региону Македоније, северне и средње Албаније и севера Грчке, с тим што им се језгро налазило у демирхисарском крају, Дебарца, област северно од Охрида, око села Белчишта и у Копачки (области јужно од Кичева, око села Другова).

## Историја
Брсјаци по први пут се спомињу под именом Верзети или Велегезети у делу Чуда Светог Димитрија, везано за опсаду Солуна. У то време Брсјаци су живели у пределима Македоније и Косова и Метохије. Године 799. словенски кнез Акамир заједно са Хеладицима (преци данашњих Грка) прави заверу против византијске царице Ирене. Акамир је у то време био независни словенски племић у области Верзетија, која се налазила у Тесалији. Присуство словенског племства у Тесалији потврђено је археолошким налазима из 7—9. века, гдје је доказана присутност великог броја раних српских топонима. Иван Јастребов их наводи као племе, а о племенима је записао: ...Бугари се нису делили на племена као Срби, међутим у оном делу што се сада назива Македонијом и сада су се сачували називи тих племена, фисова и сами житељи се деле на фисове. Мијаци и Брсјаци у Дебру, Брсјаци од Кичева до Битоља, Пољани у Тетовском округу... Поред свих села Мале Реке или Доње у Битољском округу, Мијака има у само два села — Смиљеву и Крушеву. У овом другом је, међутим и много Влаха.

### Порекло Брсјака
Брсјаци припадају јужној словенској групи такозваних Склавина. Они су једно од осам словенских племена која насељавају подручје области Македонија: Брсјаци, Смољани, Струмљани, Драгувити, Сагудати, Ринхини, Велегезити и Венити. Баварски географ Баварус из 9. века помиње Берзите/Верзите који су насељавали данашње области источне Немачке, западне Чешке и југозападне Пољске, тачније између градова Бауцен — Ерфурт — Праг — Краков. У 9. веку Берзити су још постојали као засебни етнос у средњој Европи и држали су 10 градова (Verizane ciuitates X).

### Берзити
Берзити, заједно са домородним становништвом, су у 7. веку формирали кнежевину Склавинију. Познати историчар Теофан Исповедник спомиње да су Берзити као вазали плаћали порез прво Византији, а од 9. века Бугарској.